# Arochoides integrans
Arochoides integrans är en spindelart som beskrevs av Cândido Firmino de Mello-Leitão 1935. 
Arochoides integrans ingår i släktet Arochoides och familjen kaparspindlar. Inga underarter finns listade i Catalogue of Life.